# Reseda inodora
Reseda inodora là một loài thực vật có hoa trong họ Resedaceae. Loài này được Rchb. miêu tả khoa học đầu tiên năm 1838.